# 화산댁
화산댁은 1968년 공개된 대한민국의 영화이다.

## 배역
- 황정순
- 김진규
- 신성일
- 남정임
- 최남현
- 김신재
- 남미리
- 전영주
- 김웅
- 지방열
- 최일
- 석운아
- 김용학
- 주상호

## 수상
- 1968년 제7회 대종상
  - 특별장려상 - 연방영화